# Igor Dmitrijew
Igor Borisowicz Dmitrijew (ros. И́горь Бори́сович Дми́триев, ur. 29 maja 1927, zm. 2008) – radziecki i rosyjski aktor filmowy i teatralny. Ludowy Artysta RFSRR.
Ukończył Studium Teatralne przy MCHAT. Występował w leningradzkim teatrze im. Komisarżewskiej. Aktor wytwórni filmowej Lenfilm.
Pochowany na Cmentarzu Serafimowskim w Petersburgu.

## Wybrana filmografia
- 1958: Cichy Don
- 1965: Nieśmiały w akcji
- 1976: Jak Iwanuszka szukał cudu jako król[3]
- 1976: Zaufanie jako Boncz-Brujewicz[4]
- 1977: Sprzężenie zwrotne jako Artiuszkin[5]

## Nagrody i odznaczenia
- Ludowy Artysta ZSRR
- Ludowy Artysta RFSRR